# 安行 (川口市)
安行（あんぎょう）は、埼玉県川口市の大字。郵便番号は334-0059。

## 地理
川口市の北東部に位置する。東京都心へ直通する埼玉高速鉄道戸塚安行駅からほど近く宅地化が進むが、鉄道開通以前は園芸農業が発達していた地域で多くの自然が現存していた。また、安行地区の南部は埼玉県立安行武南自然公園の区域でもある。安行は植木の産地としても知られ、埼玉県植物振興センターが所在する。安行地区の北部は南部とは対照的に平坦な土地である。

## 沿革
もとは江戸期より存在した足立郡安行領に属する安行村、古くは戦国期より見出せる安行であった。地名は『新編武蔵風土記稿』によると「中田安斎入道安行」が当地を支配していたことによる。
- 1871年（明治4年）11月13日 - 第1次府県統合により埼玉県の管轄となる。
- 1879年（明治12年）3月17日 - 郡区町村編制法により成立した北足立郡に属す。郡役所は浦和宿に設置。
- 1889年（明治22年）4月1日 - 町村制施行より、北足立郡安行村（旧）が合併により安行村（新）が成立し、旧安行村域は大字安行となる。
- 1923年（大正12年） - 地内に植物検査所が設置される[5]。
- 1956年（昭和31年）4月1日 - 安行村が川口市に編入され、大字安行は川口市の大字となる。また、同日大字安行の一部を大字安行吉岡として分立[7]。
- 1985年（昭和60年）8月10日 - 大字安行の一部が安行出羽の一部として分立[8]。

## 世帯数と人口
2018年（平成30年）3月1日現在の世帯数と人口は以下の通りである。
| 大字 | 世帯数  | 人口    |
| ---- | ------- | ------- |
| 安行 | 782世帯 | 1,863人 |

### 人口の変遷
| \| 1960年（昭和35年） \| 607人 \| \| \| 1965年（昭和40年） \| 583人 \| \| \| 1970年（昭和45年） \| 596人 \| \| \| 1975年（昭和50年） \| 765人 \| \| \| 1980年（昭和55年） \| 889人 \| \| \| 1985年（昭和60年） \| 1,284人 \| \| \| 1990年（平成2年） \| 1,797人 \| \| \| 1990年（平成2年） \| 2,020人 \| \| \| 2000年（平成12年） \| 2,182人 \| \| \| 2005年（平成17年） \| 2,090人 \| \| \| 2010年（平成22年） \| 2,031人 \| \| \| 2015年（平成27年） \| 1,908人 \| \| |         |  |
| 住民基本台帳各年1月1日現在 |         |  |
| 1960年（昭和35年） | 607人   |  |
| 1965年（昭和40年） | 583人   |  |
| 1970年（昭和45年） | 596人   |  |
| 1975年（昭和50年） | 765人   |  |
| 1980年（昭和55年） | 889人   |  |
| 1985年（昭和60年） | 1,284人 |  |
| 1990年（平成2年） | 1,797人 |  |
| 1990年（平成2年） | 2,020人 |  |
| 2000年（平成12年） | 2,182人 |  |
| 2005年（平成17年） | 2,090人 |  |
| 2010年（平成22年） | 2,031人 |  |
| 2015年（平成27年） | 1,908人 |  |

## 小・中学校の学区
市立小・中学校に通う場合、学区（校区）は以下の通りとなる。
| 番地        | 小学校               | 中学校               |
| ----------- | -------------------- | -------------------- |
| 1〜1252番地 | 川口市立安行東小学校 | 川口市立安行東中学校 |

## 交通
埼玉高速鉄道埼玉スタジアム線が地区東部を通るが鉄道駅は地区内に無い。同線の戸塚安行駅からほど近い。

## 道路
- 東京外環自動車道
- 国道298号
- 埼玉県道・東京都道103号吉場安行東京線
- 埼玉県道161号越谷川口線
- 東本郷赤山通り

## 施設
- 川口市立安行東中学校
- 安行郵便局
- 川口市北部土地区画整理事務所
- 国際興業バス 鳩ヶ谷営業所（一部）
- 持宝院
- 安行氷川神社
- 埼玉県 花と緑の振興センター（埼玉県植物振興センター）[11]
- ふるさとの森[12]
- 猿貝貝塚（県選定重要遺跡）[13]
- 安行馬除第2公園
- 安行ふれあい広場